# マシニングセンタ

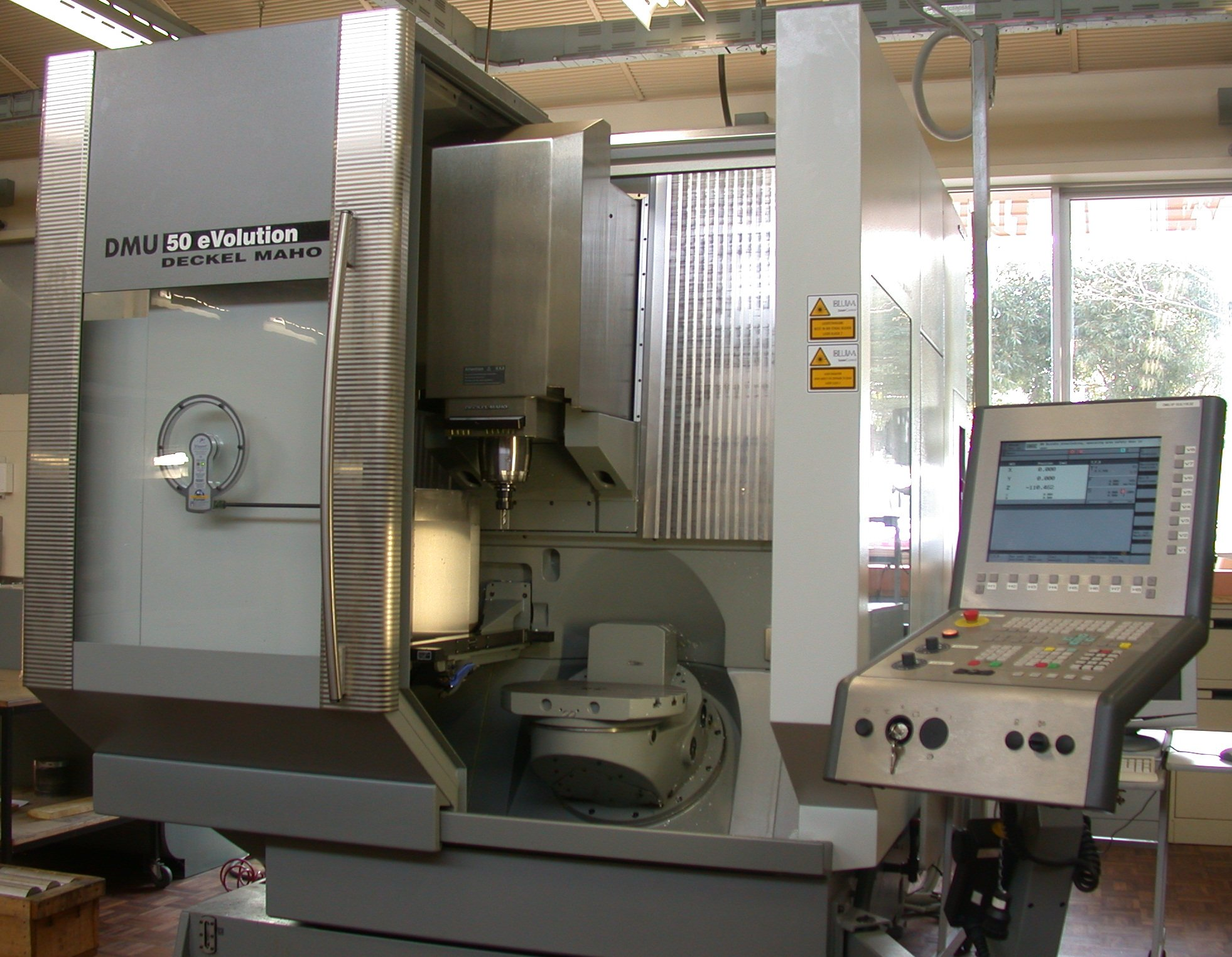
5軸マシニングセンタ

マシニングセンタ（英: machining center）は、自動工具交換機能（英: automatic tool changer; ATC）を有したNCフライス盤のこと。工具マガジンに多数の切削工具（ツール）が格納されており、コンピュータ数値制御（CNC）の指令によって機械が自動的に工具を交換することにより、フライス削りや中ぐり、穴あけ、ねじ立てなどの様々な加工を連続して行うことができる。

## 概要
1958年にアメリカのKerny & Trecker社が、水平主軸を有し、自動工具交換装置や工具マガジン、パレット割出装置、パレットチェンジャーを備えたNCフライス盤を、世界で初めて「マシニングセンタ」と名付けて発表したのが始まり。同社はこれを売り出すにあたって、正面フライス、エンドミル、ドリル、タップ、リーマなどの工具をプログラムに従って自動交換でき、月単位の工程を分単位に短縮できることを強調した。このマシニングセンタは、直交するX,Y,Z軸の他に、工作物を載せるパレットを割り出すB軸をもっていたことから、当初はマシニングセンタと言えば横形で4軸を制御でき、自動工具交換装置とパレット交換装置を備えたものを指した。
現在では、工具の自動交換ができ、フライス加工を主とするものをマシニングセンタと呼んでいる。また、主軸が水平になっているものを横形マシニングセンタ、主軸が垂直になっているものを立形マシニングセンタと呼んで区別している。最近では、直交するX,Y,Z軸の他に、回転する軸（例えば、A軸とC軸）をもつ5軸制御マシニングセンタが登場している。さらには、工作テーブルを高速で回転させ、主軸にバイトを取り付けて旋削ができるものや、フライス工具の代わりに研削砥石を使えたり、寸法計測用のプローブを搭載した機種、さらにはレーザー加工が可能な機種も登場している。
機械の大きさは、机の上に載る程度の小形のものから船のプロペラを加工できる超大形のものまで様々である。機械の構造から見ると、高さが20m程度あるような門の形をした門形マシニングセンタなどがある。最近では、風力・水力発電機に用いられる大形部品を加工するための大型のマシニングセンタの製造が増えている。

## 種類

### 横形マシニングセンタ
主軸が水平になっているマシニングセンタ。4面割出しの可能なテーブルと自動パレット交換装置を備えている。制御軸数は、直交3軸（X,Y,Z軸）とパレットを割り出す回転1軸（B軸）の合計4軸が一般的である。

#### 特徴
- 直交するX,Y,Z軸の運動に加え、パレットを回転させて割出しが行える。
- 主軸が水平のため、主軸先端の垂れによる精度悪化の可能性を排除できない。
- 工具の軸の向きが水平になっているので、切りくずの排出性が良い。
- 以上の特徴を活かして、パレット上に固定した墓石のような直方体（イケールという）の4面に工作物を取り付けておけば、一度の段取りで複数の部品の加工ができる。

### 立形マシニングセンタ
主軸が垂直になっているマシニングセンタ。直交3軸を制御でき、自動工具交換装置を備えている。

#### 特徴
- 設計図面に描いたものを同じ方向から加工できるので、機械の動きが理解しやすい。
- 金型の加工に適している。
- 一般にテーブルが長く、その上に多数の工作物を並べて加工することができる。
- 穴を掘るような部品を加工したとき、切りくずを排出するのが難しくなる。

### 5軸制御マシニングセンタ
直交するX,Y,Z軸の他に、2軸の旋回軸の5軸を有し、これらを同時に制御できるマシニングセンタ。工作テーブル側に旋回2軸をもつテーブル旋回形、主軸側に旋回2軸をもつ主軸頭旋回形、および回転テーブルをもち、旋回する主軸頭（1軸）をもつ主軸頭テーブル旋回形（混合形ともいう）とがある。主軸が水平のもの、垂直のもの、門形のものなど様々な形態がある。

#### 特徴
- 工作物上の任意の点に、任意の角度で工具を当てることができる。
- ジグを使わずに、また、段取りを替えずに、複雑な工作物を加工できる。
- 工作物に対して工具の軸を適当に傾けることができるので、工具のもっともよく削れる部分を使用することができる。
- この特徴を活かして、ジェットエンジンの部品であるブレードディスク、タービンブレード、ターボチャージャーに使われるインペラー、人工関節などの複雑な形状をした部品の加工に利用されている。

### 門形マシニングセンタ
正面から見たときに、主軸を支える構造体が門の形をしているマシニングセンタである。

#### 特徴
- テーブルを一方向に大きくとることが可能なため、大物加工向けの製品が多い。
- Y軸方向の駆動機構をテーブル上空に配置できるため、一定サイズ以上の加工時には立形マシニングセンタに比して設置スペース上有利である。
- 主軸部をコラム1本(片持ち)でなく門柱2本で支える構造のため、一定サイズ以上の加工時には立形マシニングセンタに比して精度(Y-Z直角度)上有利である。

## 駆動方法
ボールねじ駆動方式
おもにX,Y,Z軸に用いられ、駆動にボールねじを使用する。安価に作ることができるが、ボールねじアクチュエータのバックラッシュおよびたるみ、長時間駆動による温度変化による影響を受けやすい。
リニア駆動方式
おもにX,Y,Z軸に用いられ、駆動にリニアモータを使用する。非接触に近いため、加減速及び早送り速度が非常に高く、また位置決め精度も良いが、コストが高く、専用の制御装置が必要になることに加え、十分な減衰能が得られないため重切削に向かないなどの不利な点がある。
ウォーム駆動方式
おもにテーブル等の回転軸に用いられる。ウォームとウォームギアを使用したもので、構造が簡単であるが、バックラッシュの影響を受けやすい。

## 主なメーカー
- オークマ
- 碌々産業
- 三菱重工業
- キタムラ機械
- 芝浦機械
- 牧野フライス製作所
- DMG森精機
- TAKISAWA
- ニデックオーケーケー

- ジェイテクト
- 三井精機工業
- 倉敷機械
- 安田工業
- ヤマザキマザック
- エンシュウ
- 静岡鉄工
- 松浦機械製作所
- スギノマシン

- コマツNTC
- 豊和工業
- 日新工機
- ニイガタマシンテクノ
- ソディック
- ファナック
- アマダマシンツール
- 紀和マシナリー
- ブラザー工業

バブル崩壊後の機械メーカは、長期の景気低迷により、業界内の一部で買収・撤退などが行われた。2002年以降毎年過去最高の生産額を更新してきたが、2008年の第4四半期を境に急激に落ち込んで、最盛期の半分にも満たない生産額になった。その後、需要業界の生産回復もあって工作機械の生産額も回復。2015年には最盛期の1990年や直近のピークである2007年に迫る１兆2,500億円台に回復した。
2004年における日本国内生産額は約2675億円で（経済産業省調査）、ヤマザキマザックが約23%、牧野フライス製作所が約22%、森精機製作所（現・DMG森精機）が約19%、オークマが約19%と推定されている。

## 参考資料
- 東芝機械マシニングセンタ研究会『知りたいマシニングセンタ』ジャパンマシニスト社　ISBN 978-4880490557
- 伊藤 勝夫『マシニングセンタのプログラム入門』大河出版　ISBN 978-4886613257
- 関口 博『マシニングセンタ加工のツボとコツQ&A』日刊工業新聞社　ISBN 978-4526065910